# アンドリュー・ケラウェイ
アンドリュー・ケラウェイ（Andrew Kellaway、1995年10月12日 - ）は、スーパーラグビー・パシフィックワラターズに所属するオーストラリア・シドニー出身のラグビーユニオン選手。オーストラリア代表。

## プロフィール
- オーストラリア・シドニー出身。
- ポジションはウィング(WTB)。
- 身長 184cm、体重 106kg
- ニックネームはジンジャー。
- U20オーストラリア代表の主将を務めたことがある[1]。
- オーストラリア代表キャップは23（2023年8月現在）でラグビーワールドカップ2023のオーストラリア代表に選ばれた[2]。

## 略歴
NSWカントリーイーグルス、ワラターズ、カウンティーズ・マヌカウ、ノーサンプトン・セインツ、レベルズを経て、2020年、NECグリーンロケッツに加入。
2021年3月6日にジャパンラグビートップリーグ第3節ヤマハ発動機ジュビロ戦に途中出場で日本での公式戦初出場を果たす。
2021年のザ・ラグビーチャンピオンシップでは、6試合で7トライを決め、最多トライを記録した。
レベルズ活動休止に伴い、2024年、ワラターズに復帰。